# Fausto Cleva
Fausto Cleva, född 17 maj 1902 i Trieste, död 6 augusti 1971 i Aten  var en italienskfödd amerikansk operadirigent.
Cleva utbildades vid konservatoriet i Milano, men flyttade tidigt till USA. Han var verksam vid Metropolitan som kördirigent 1920-1942 och från och med 1955 som kapellmästare vid Metropolitan. Däremellan arbetade han vid operan i San Francisco. Cleva dirigerade fler än 600 föreställningar vid Metropolitan, huvudsakligen italienska operor.